# 约翰·霍克伍德
约翰·霍克伍德爵士（英語：Sir John Hawkwood，约1323年—1394年）是一名14世纪活跃于意大利的英国籍雇佣军首领。法国历史学家讓·傅华萨（Jean Froissart）将其称作“哈库德”（Haccoude），而与此同时意大利人将他称为“乔凡尼·阿库托”（Giovanni Acuto）。霍克伍德起初服务于罗马教宗，但又在后来的30年中先后服务于意大利国内的多个派别。
霍克伍德的早年经历扑朔迷离，仅有各种传说传世。人们是无法详细知道他是如何参军的，根据一般公认的传说，他是一个位于英国艾塞克斯斯拜尔赫丁翰（Sible Hedingham）的制革工人的次子，后来在伦敦伦敦开始他的学徒生涯。另有传说指出，他在参军之前是一名裁缝。
在百年战争的最初阶段，霍克伍德在驻法英军服务于爱德华三世帐下。根据传说，由于在克雷西战役（亦有说是在1356年的波瓦第尔战役）中的英勇表现，霍克伍德被国王（亦有说是黑太子爱德华）授予爵位。但以上说法并无书直接证据或书面记录支持，故有人认为他是借着手下的支持自封了贵族头衔。在1360年的布勒丁尼條約签订后，霍克伍德退出军界。

## 早年生涯

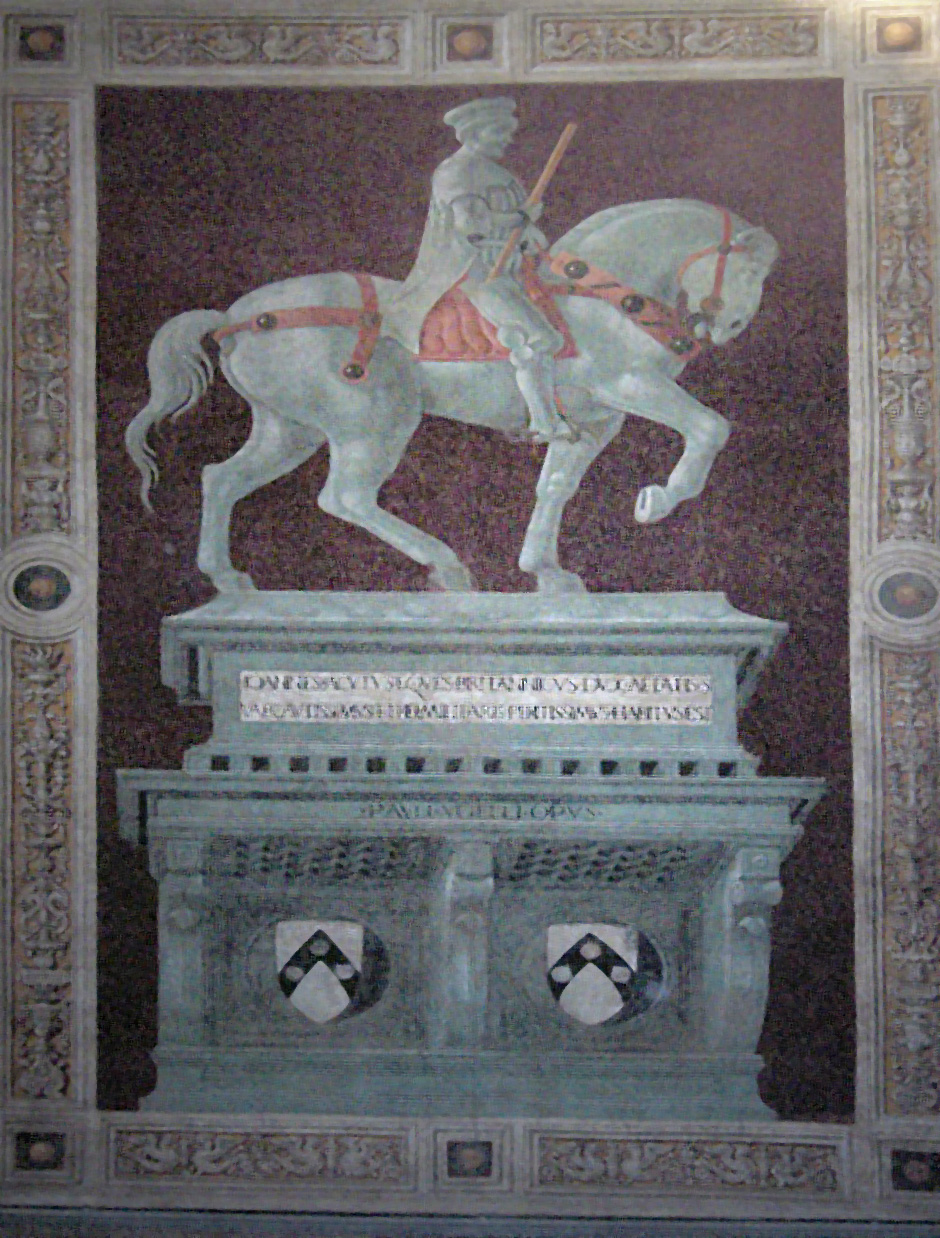
由保罗·乌希洛（Paolo Uccello）绘制的约翰·霍克伍德的壁画（1436）。

起初霍克伍德来到法国东南部的勃艮第，并为了金钱参加一个小型雇佣军兵团；后来他成为一个自称是“伟大军团”（Great Company）的组织的一员，并且在法国南部的阿维尼翁附近参加了对抗罗马教宗的战斗。
在十四世纪六十年代初，霍克伍德晋升成为白色军团（White Company）指挥官。1363年霍克伍德受雇于蒙菲拉托侯爵（Marquis of Monferrato）手下时，翻越阿尔卑斯山参加攻打米兰的战斗。此后，霍克伍德和他的手下们就留在了意大利。

## 挥戈意大利
在此后的几年中，白色军团曾受雇于意大利国内多个派别并且多次在战争中倒戈。1364年，霍克伍德帮助比萨攻打佛罗伦萨；1369年，帮助佩鲁贾攻打罗马教宗的军队；1369年，帮助博纳博·维斯康蒂尼(Bernabò Visconti)对抗包括比萨和佛罗伦萨在内的城邦联盟；1372年，帮助維斯孔蒂家族攻打他的前上司蒙特弗兰多侯爵（Marquis of Monferrato）。在此后的一段时间，他辞去了白色军团指挥官的职务并且服务于罗马教宗。
在霍克伍德的指挥下他的兵团赢得了良好的声誉，而他本人也成为了颇受欢迎的雇佣军指挥官。或许是由于意大利语名字“Giovanni Acuto”的误读，他得到了“l'acuto”（意为“一个敏锐的人”）的绰号。由于常常摇摆于各种联盟和政治力量之间，霍克伍德的成功总是以不同的面貌展现。
意大利各城邦之间由贸易关系互相关联，他们租用雇佣军而不是建立常备军。霍克伍德总是把他的雇主和敌人玩弄于鼓掌之间：他可能受雇于一方但同时又向另一方支付钱财以求不被攻击，也可能在拿了雇主的钱后又倒向另一方。有时候，一个政治派别仅仅为了霍克伍德不倒向自己的敌人而雇用他的军队。
当霍克伍德需要钱的时候，他会以叛变或劫掠平民的方式要挟他的雇主。他在罗马涅和托斯卡纳都拥有不动产，并且在蒙特其维斯邦尼（Montecchio Vesponi）拥有一座城堡。尽管如此，霍克伍德还是一个文盲，每当需要签订契约的时候总是需要有人帮忙读给他听。
1375年，当霍克伍德的军队帮助教宗攻打佛罗伦萨时，佛罗伦萨于他达成协议：答应支付报酬给他以换取在三个月不受攻击。
1377年霍克伍德在教宗額我略十一世名义下令摧毁切塞纳城，史称切塞纳之劫（Destruction of Cesena）。有传说称，霍克伍德曾经保证城中居民不受伤害，但是枢机主教吉涅瓦的罗伯特（Robert of Geneva）下令将他们全部处死。此后不久，霍克伍德就投靠反教宗联盟并且和米兰公爵博纳博·韦斯特尼（Bernabò Visconti ）的私生女冬妮娅·维斯特尼（Donnina Visconti）结婚，他们生有一子三女（有资料表明这可能不是霍克伍德的第一次婚姻）。不过，后来霍克伍德和维斯特尼发生争吵并且退出联盟，然后和佛罗伦萨签订和约。
1381年，英格兰国王理查二世任命霍克伍德为英国驻罗马教廷大使。
1387年，霍克伍德帮助帕多瓦攻打来自弗利（Forlì）的乔凡尼·奥德拉弗（Giovanni Ordelaffi），并且在“卡斯塔那若战役”（Battle of Castagnaro）帮助帕多瓦以劣勢的兵力擊敗维罗纳大軍，取得胜利。

## 定居佛罗伦萨
在14世纪90年代，霍克伍德在对抗米兰城邦首领吉安·加萊亞佐·維斯孔蒂（Gian Galeazzo Visconti）的扩张战争中成为佛罗伦萨军队的总司令。霍克伍德的军队侵略伦巴底，但是不得不在距离米兰不足10英里的阿迪杰河停止前进。随后几年中，霍克伍德的军队成为保卫佛罗伦萨的军事力量，并且击败了贾卡珀·达·费米（Jacopo dal Verme）率领的米兰军队。最终，霍克伍德退出军界。同时代的佛罗伦萨人认为，霍克伍德是“在抵御米兰侵略扩张战争中维护佛罗伦萨独立的救世主”。霍克伍德在此期间佛罗伦萨给予霍克伍德公民身份和退休金，此后一直居住在佛罗伦萨近郊的别墅。
1394年3月16日（有说为3月17日），约翰·霍克伍德爵士逝世于佛罗伦萨，享年74岁。随后佛罗伦萨人以“无比骁勇的战士、无比杰出的领袖乔凡尼·阿库托爵士”的荣誉称号为他在大教堂（Duomo）举行了国葬。此后不久，英王理查理二世（Richard II）曾要求将他的遗体运回英国。
霍克伍德的儿子后来回到了英国的埃塞克斯。

## 纪念和纪念碑
1436年佛罗伦萨人为霍克伍德委托保罗·乌希洛（Paolo Uccello）建造墓碑。墓碑上绘有壁画，至今仍然矗立于大教堂（Duomo）内。起先佛罗伦萨人想为他树一尊铜像，不过鉴于造价实在过高只好他们绘制了一副颜色接近青铜的壁画。
霍克伍德死后得到人们残忍和富有骑士精神的评价。在家乡斯拜尔赫丁翰（Sible Hedingham）有专门纪念他的小礼拜堂和“霍克伍德路”（Hawkwood Road）；在罗马涅区有“阿库托街”（Strada Aguta）。
在查理·约翰逊1592年出版的书中，霍克伍德被誉为“伦敦九杰”（Nine Worthies of London）之一。
英国摇滚民谣组合Fairport Convention在其发布的《Sense of Occasion》专辑中有一首名为《霍克伍德的军队》（Hawkwood's Army）的歌曲，该曲以现代视角将霍克伍德的白色军团描述成为一个“由残忍的强奸犯和小偷组成的军队”。

## 书籍
- Duccio Balestracci - 《Le armi i cavalli l'oro. Giovanni Acuto e i condottieri nell'Italia del Trecento》, (Rome, 2003)
- Frances Stonor Saunders - 《Hawkwood: The Diabolical Englishman》 (2004). 
  - US edition: 《The Devil's Broker: Seeking Gold, God, and Glory in 14th Century Italy》 (2005)
- William Caferro- 《John Hawkwood: An English Mercenary in Fourteenth-Century Italy》 (Johns Hopkins University Press, 2006)
- John Temple-Leader & Giuseppe Marcotti - 《Sir John Hawkwood (L'Acuto) Story of a Condottiere》
- Sir Arthur Conan Doyle - 《The White Company》 (originally published in serial form in 1891) is loosely based on John Hawkwood and his exploits.
- L.G.亚历山大 – 《新概念英语》（第三册第14课《A Noble Gangster 贵族歹徒》）

## 其它资源
- Barbara Tuchman - A Distant Mirror (Chap. 7)
- Kenneth Fowler - Sir John Hawkwood, Oxford Dictionary of National Biography
- Stephen Cooper - An Unsung Villain: The Reputation of a Condottiere (History Today January 2006)